# كورنيليس فان إيسترن

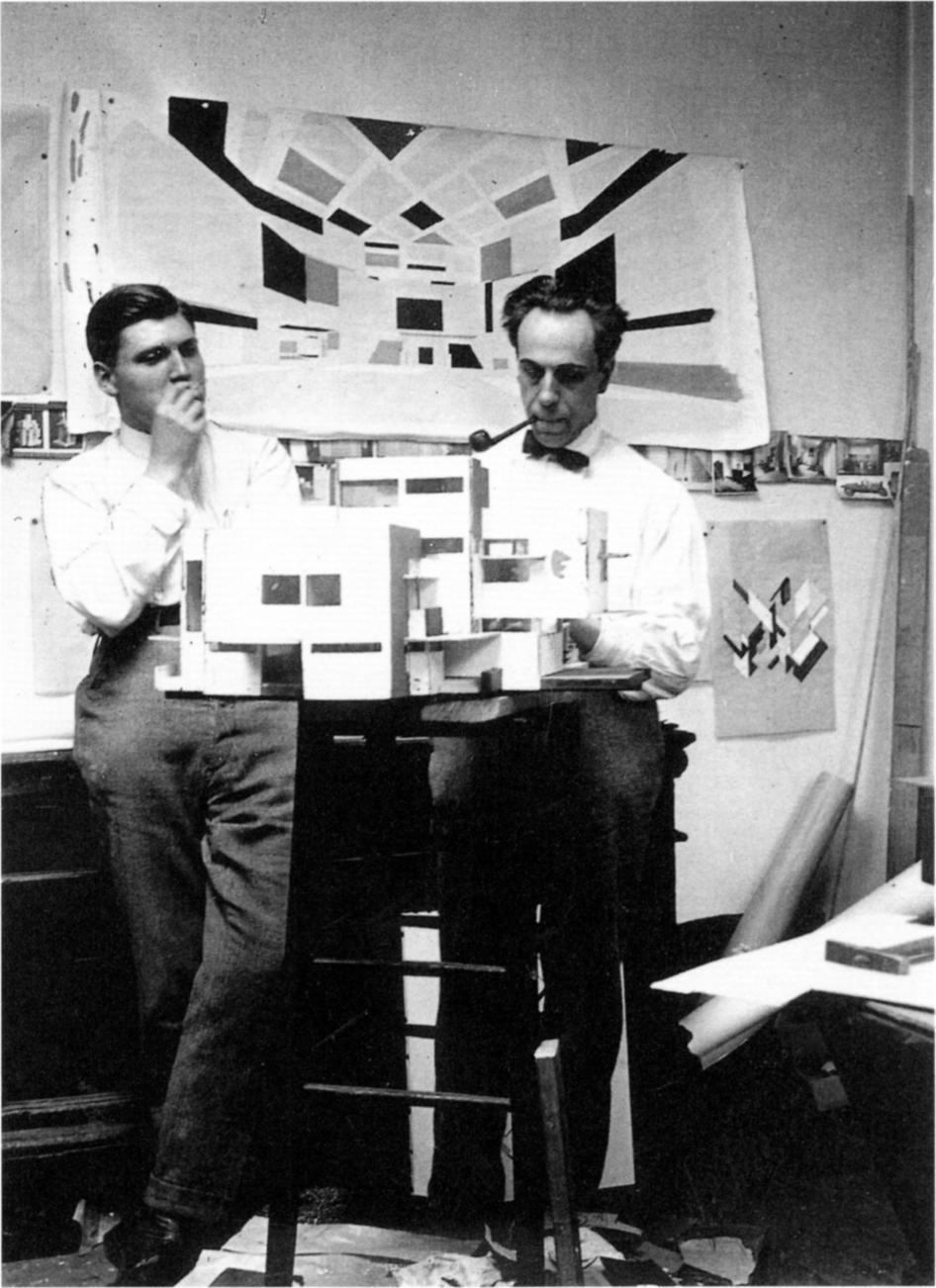
كورنيليس فان إيسترن (يسار) مع تيو فان دوسبورخ في باريس، 1923

كورنيليس فان إيسترن (بالهولندية: Cornelis van Eesteren)‏ (4 يوليو 1897، ألبلاسردام - 21 فبراير 1988، أمستردام) كان مهندساً معمارياً هولندياً ومخططاً حضرياً بارزاً. كان يعمل بقسم تخطيط المدن بأمستردام (1929-1959)، وكان رئيس المؤتمر الدولي للعمارة الحديثة (1930-1947).